# Tipula serta
Tipula serta är en tvåvingeart som beskrevs av Friedrich Hermann Loew 1863. Tipula serta ingår i släktet Tipula och familjen storharkrankar. Inga underarter finns listade i Catalogue of Life.